# Chiesa di San Filippo Neri (Cortona)
La chiesa di San Filippo Neri è un luogo di culto cattolico che si trova in via Roma a Cortona, in provincia di Arezzo e diocesi di Arezzo-Cortona-Sansepolcro.

## Storia e descrizione
Sembra quasi nascondersi nel tessuto urbano, essendo priva di facciata e di abside perché innalzata in uno spazio angusto. La sua edificazione è legata alla congregazione di San Filippo Neri che nel 1677 diede inizio ai lavori che terminarono nel 1738, su progetto di Antonio Jannelli. La chiesa ereditò anche il titolo della distrutta chiesa di Sant'Andrea, già in piazza Signorelli.
L'interno, caratterizzato da un forte verticalismo, è a croce latina con una breve navata, che fa sembrare quasi di essere in una croce greca, con cupola nel centrocroce e copertura a volte nei bracci: le decorazioni barocche sono sobrie ed eleganti. 
Nel presbiterio rialzato è collocata la Presentazione di Gesù al Tempio di Giovanni Camillo Sagrestani. Nel secondo altare a sinistra si trova la Madonna con Bambino in Gloria tra i santi Andrea, Giovanni Evangelista e Giuseppe di Giovan Battista Piazzetta (1739-43, con bozzetto è conservato al MAEC). In quello del transetto destro San Filippo Neri e la Madonna di Antonio Taddei detto il Ballerino (1675).